# Yuya Sakamoto
Yuya Sakamoto (3 de octubre de 1999) es un deportista de Japón que compite en natación. Ganó una medalla de plata en el Campeonato Mundial Junior de Natación de 2017, en la prueba de 200 m mariposa.